# جائزة الإيمي برايم تايم
جوائز إيمي برايم تايم أو جوائز إيمي لأوقات الذروة هي جوائز أمريكيّة تقدّمها أكاديمية فنون وعلوم التلفزيون لتكريم أفضل البرامج التلفزيونية الأمريكية التي تعرض في وقت الذروة مساءً. أعطيت الجوائز لأول مرةٍ سنة 1949، وكان يُشار إليها باختصار «جوائز إيمي» حتى أُقيم أول احتفالٍ بجائزة إيمي لأوقات النهار في عقد 1970، وتمت إضافة كلمة «أوقات الذروة» للتمييز بينهما.
تُعادل جوائز الإيمي للتلفزيون جوائز الأوسكار (للأفلام)، وجوائز غرامي (للموسيقى)، وجوائز توني (للمسرح). وتعتبر أعلى الجوائز قيمة في مجال التلفزيون.

## التصويت
المصوّتون يختارون المفضلين لديهم من بين كل الأعمال المقدمة للترشيح. يشاهدون ويقرأون دعايات ”للنظر فيها“, يشاهدون المواد المقدمة، لكن عموماً فهم يختارون ما يعجبهم وحسب. تستفيد المسلسلات التي تعتبر من كبار المرشحين، أو ذات الحملات الترويجية الكبيرة، والممثلون المشهورون في هوليوود. مضمون لها ان تجتاز هذه المرحلة بدون مشاكل، بما انها مليئة بالنجوم ولديها تاريخ في حفلات الجوائز. ولهذا، المصوتون لا يحتاجون ان يشاهدو تقديمات المرشحين، بل يفترضون انهم جيدون وحسب. مسلسلات تتلقى ترويج جيد أيضاً تستفيد من هذا.
بينما تتضرر المسلسلات قليلة المشاهدة لكن معترف بها من طرف النقاد والتي لا تملك أياً مما ذكر اعلاه، وكذا الممثلون الذين ليسو شهيرين بالدرجة الكافية. من جانب أخر، المسلسلات تفقد خلال فترة التوقف الكثير من ”حرارتها“ بحيث ينساها المصوتون، رغم الحملات الدعائية التي صرفت لترويجها.
قائمة الترشيحات النهائية تتم بدمج نتائج المرحلتين السابقتين، نتائج التصويت ونتائج اللجنة. يتم دمج الاثنين مع نسبة 50% لكل واحدة، وينتج عن هذا قائمة الترشيحات. وهذا مختلف عن السنوات السابقة، حيث كان لدى اللجنة القرار الأخير. بما ان القرار بالمناصفة فإن مسلسلات ذات شعبية لكن ليست جيدة لتلك الدرجة يمكنها ان تنافس وتترشح بفضل هذا القرار.

### الحلقات المعلّقة
هذا القانون انشئ حديثاً بعد ظهور مشكلة ”الحلقات المعلقة“ لمسلسلات شبكة Starz. حيث ان القناة كانت لديها الكثير من المسلسلات بحلقات معلّقة كثيرة.
و الحلقات المعلقة هي الحلقات التي تم اذاعتها بعد فوات أوان إرسال الحلقات ”للنظر فيها“.
و يسمح آنذاك بإذاعة الحلقات على الإنترنت لـ اللجنة للنظر فيها. والمشكلة الأساسية كانت هو ان قوانين الاكاديمية هو ان كل الحلقات المقدمة يجب ان تقدم على نفس الأوساط. يعني إذا الشبكة قدمت الحلقات على DVD, فالحلقات كلها تقدم على DVD, إذا قدمت على كاسيت VHS, فيجب ان تقدم كلها على كاسيت VHS وهكذا.

## الفئات
تقسم الجائزة على أربع فئات رئيسية

### التمثيل
ممثل رئيسي
- أداء متميز من قبل ممثل في مسلسل درامي
- أداء متميز من قبل ممثل في مسلسل كوميدي
- أداء متميز من قبل ممثل في فيلم تلفزيوني أو مسلسل قصير

ممثلة رئيسية
- أداء متميز من قبل ممثلة في مسلسل درامي
- أداء متميز من قبل ممثلة في مسلسل كوميدي
- أداء متميز من قبل ممثلة في فيلم تلفزيوني أو مسلسل قصير

ممثل مساند
- أداء متميز من قبل ممثل مساند في مسلسل درامي
- أداء متميز من قبل ممثل مساند في مسلسل كوميدي
- أداء متميز من قبل ممثل مساند في فيلم تلفزيوني أو مسلسل قصير

ممثلة مساندة
- أداء متميز من قبل ممثلة مساندة في مسلسل درامي
- أداء متميز من قبل ممثلة مساندة في مسلسل كوميدي
- أداء متميز من قبل ممثلة مساندة في فيلم تلفزيوني أو مسلسل قصير

### البرامج
- أفضل مسلسل كوميدي
- أفضل مسلسل درامي
- أفضل مسلسل قصير
- أفضل برنامج مسابقات
- أفضل فيلم تلفزيوني
- أفضل مجموعة مسلسلات حوارية

### الإخراج
- أفضل إخراج لمسلسل كوميدي
- أفضل إخراج لمسلسل درامي
- أفضل إخراج لسلسة محدودة أو فيلم تلفزيوني
- أفضل إخراج لمجموعة خاصة

### الكتابة
- أفضل كتابة لمسلسل كوميدي
- أفضل كتابة لمسلسل درامي
- أفضل كتابة لسلسة محدودة أو فيلم تلفزيوني
- أفضل كتابة لمجموعة خاصة

## روابط خارجية
- جائزة الإيمي برايم تايم على موقع IMDb (الإنجليزية)